# Застава ЛКП 90 СА
ЛКП 90 СА је полуаутоматски ловачки карабин израђен у Застави.

## Карактеристике
ЛКП 90 СА је полуаутоматски карабин који функционише по Калашњиков принципу. Окидачки механизам је изузетно поуздан и сигуран. Цијев је израшена методом хладног ковања, ова пушка има одличну ергономију и одличмо је баланскирана. Има благ трзај, малу масу и врло је компактна. Кундак је израђен од буковог дрвета. ЛКП 90 СА може да функционише у свим окружењима. Ова пушка може појединачно испаљивати метке, промјена врсте ватре се мијења помоћу помијерања селектроа ватре. У највишем положају, блокира механизам за опаљење и спречава опаљење оружја. Аутоматски сигурносни систем ове пушке онемогућава опаљење прије закључавања оружја. Храњење ЛКП 90 СА се врши из магацина капацитета 10 метака (опционо 20). Предњи и задњи жељезни нишан: задњи је преклопни подеисиви, а предњи - подесива мушица.